# 菊川忠雄
菊川 忠雄（きくかわ ただお、1901年3月1日 - 1954年9月26日）は、日本の労働運動家・政治家。全日本労働総同盟本部総主事・日本労働組合総同盟総主事・衆議院議員（3期）を歴任した。

## 来歴
愛媛県越智郡波方村（現・今治市）に、魚問屋の長男として生まれる。旧制愛媛県立今治中学校を卒業後、商社勤務を経て、1920年、旧制第一高等学校に進学。一高在学中に、社会主義思想に触れ、社会主義運動に身をささげる決意をした。1923年に東京帝国大学経済学部に進学。学内で、学生自治権拡大運動や関東大震災の被災者救援運動などを組織した。新人会会員。
1926年、東大卒業後、日本労働総同盟（総同盟）に就職。以後、労働運動の指導に従事し、1934年の第18回国際労働会議・第1回アジア労働組合会議には日本労働代表として参加した。1936年には、全日本労働総同盟本部総主事となるが、戦争政策の進行に伴って、1941年に日本の労働組合が大日本産業報国会に集約されると、その中央本部文化部副部長に就任した。しかし、イデオロギーを理由に3ヶ月で追放され、戦時中は労働運動から身を引いた。
戦後、鉱山労働者の組織化に着手し日本鉱山労働組合会長となり、1947年の総選挙で東京第4区から日本社会党公認で衆議院議員に立候補し、初当選。1951年に総同盟が総評参加をめぐって分裂した際には、金正米吉らと共に刷新派の中心として活動し再建総同盟で総主事に就任する。
衆議院議員は途中1回の落選を挟んで3期務め、1951年の日本社会党分裂以後は右派社会党に属し中央執行委員になったが、1954年9月26日、遊説先の北海道から東京への帰途、冨吉榮二と共に乗船した青函連絡船洞爺丸が折からの台風に遭遇し、函館市七重浜沖で沈没する洞爺丸事故で遭難死（53歳没）。墓所は多磨霊園。遺された妻・君子は洞爺丸事故遺族会の会長を務め、衆議院議員を1期務めた。

## 著書
- 『学生社会運動史』 海口書店、1947年 - 初版(1931年中央公論社 )の伏字を復元した再刊版